# Liste der Biografien/Sax
Liste der Biografien |
Portal Biografien |
Personensuche
# |
A |
B |
C |
D |
E |
F |
G |
H |
I |
J |
K |
L |
M |
N |
O |
P |
Q |
R |
S |
T |
U |
V |
W |
X |
Y |
Z |
?
 
Sa |
Sb |
Sc |
Sd |
Se |
Sf |
Sg |
Sh |
Si |
Sj |
Sk |
Sl |
Sm |
Sn |
So |
Sp |
Sq |
Sr |
Ss |
St |
Su |
Sv |
Sw |
Sy |
Sz
 
Saa |
Sab |
Sac |
Sad |
Sae |
Saf |
Sag |
Sah |
Sai |
Saj |
Sak |
Sal |
Sam |
San |
Sao |
Sap |
Saq |
Sar |
Sas |
Sat |
Sau |
Sav |
Saw |
Sax |
Say |
Saz
Die Liste der Biografien führt alle Personen auf, die in der deutschsprachigen Wikipedia einen Artikel haben. Dieses ist eine Teilliste mit 87 Einträgen von Personen, deren Namen mit den Buchstaben „Sax“ beginnt.

## Sax
- Sax, Adolphe (1814–1894), belgischer Instrumentenbauer, Entwickler des Saxophons und MusikerAdolphe Sax (1814–1894)

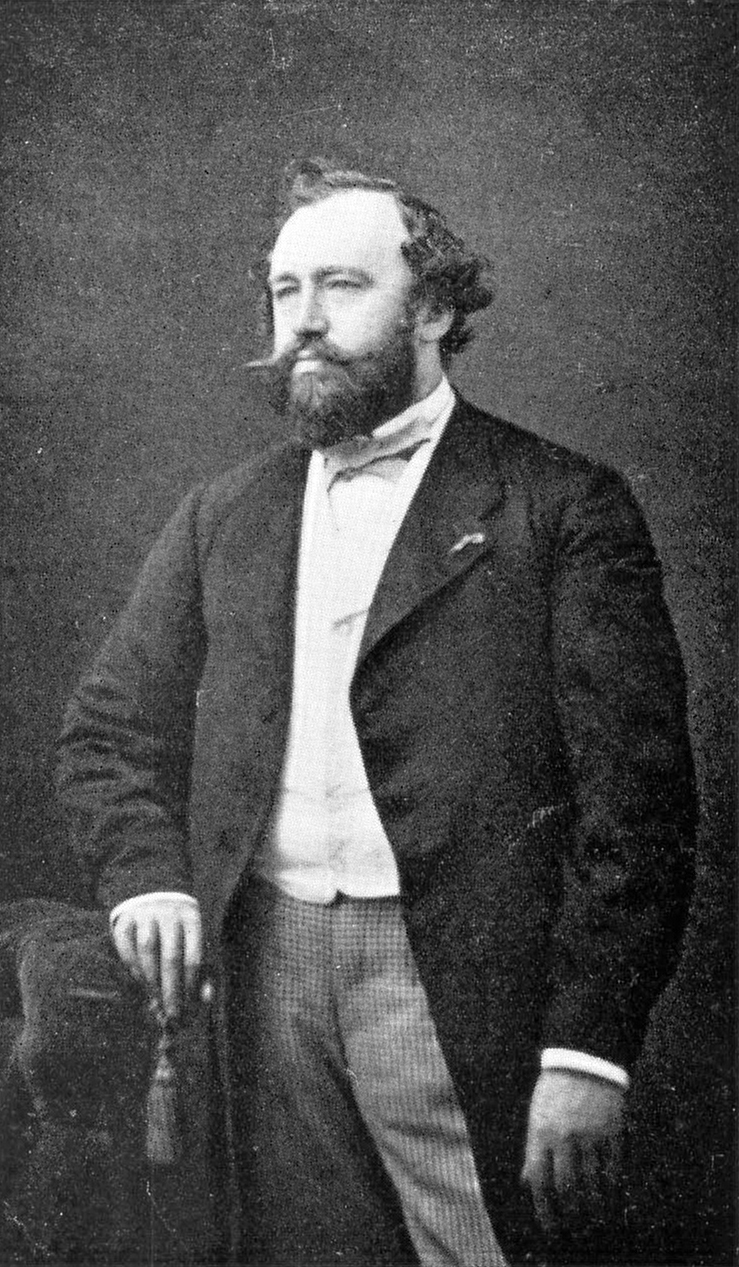
Adolphe Sax (1814–1894)

- Sax, Aline (* 1984), flämische Schriftstellerin und Historikerin
- Sax, Emil (1845–1927), österreichischer Nationalökonom
- Sax, Geoffrey, britischer Film- und Fernsehregisseur
- Sax, Gyula (1951–2014), ungarischer Schachmeister
- Sax, Ingo (1940–2019), deutscher Autor von Theaterstücken, Märchenspielen und Hörspielen, auch in plattdeutscher Sprache
- Sax, Johann Peter von, Schweizer Freiherr und Graf
- Sax, Leonard (* 1960), US-amerikanischer Kinderarzt, Entwicklungspsychologe und Autor
- Sax, Leopold (1881–1915), österreichischer Leichtathlet, Fußballspieler und Trainer
- Sax, Marjan (* 1947), niederländische Frauenrechtlerin und LGBT-Aktivistin
- Sax, Max (* 1921), deutscher Orgelbauer
- Sax, Maximilian (* 1992), österreichischer Fußballspieler
- Sax, Peter (1597–1662), deutscher Bauer und Chronist
- Sax, Pol (* 1960), luxemburgischer Schriftsteller
- Sax, Sergius (1901–1967), Schauspieler bei Bühne und Film sowie Theaterregisseur, -leiter, Rezitator, Conferencier und Komponist
- Sax, Ulrich von († 1538), Schweizer Diplomat und Söldnerführer
- Sax, Ursula (* 1935), deutsche Künstlerin
- Sax, Uta (* 1937), deutsche Schauspielerin
- Sax, Walter (1912–1993), deutscher Rechtswissenschaftler und Hochschullehrer
- Sax, Willem (1797–1852), deutscher Jurist und Politiker
- Sax, William S. (* 1957), US-amerikanischer Anthropologe und Hochschullehrer
- Sax-Scharl, Petra (* 1965), deutsche Rollstuhltennisspielerin

### Saxa
- Saxa(…), antiker römischer Toreut

### Saxb
- Saxbe, William B. (1916–2010), US-amerikanischer Jurist, Diplomat, Politiker und Justizminister
- Saxbee, John (* 1946), britischer Geistlicher, Bischof der Diözese Lincoln
- Saxby, John (* 1925), britischer Schriftsteller
- Saxby-Junna, Kerry (* 1961), australische Geherin

### Saxe
- Saxe, Bernd (* 1954), deutscher Politiker (SPD), MdL, Bürgermeister der Hansestadt LübeckBernd Saxe (* 1954)

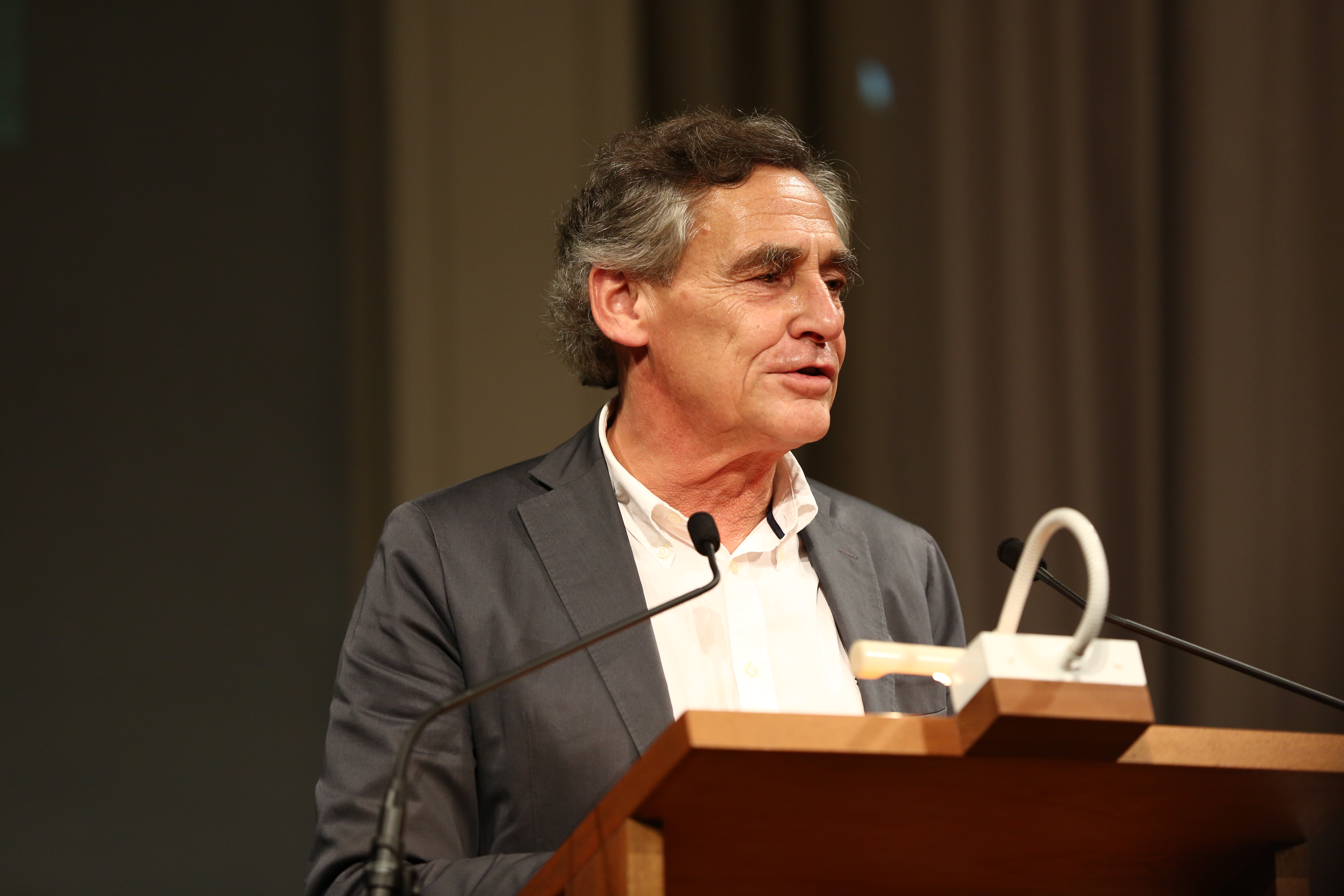
Bernd Saxe (* 1954)

- Saxe, Christoph (1714–1806), Historiker, Universitätsprofessor in Utrecht
- Saxe, JP (* 1993), kanadischer Popmusiker
- Saxe, Ralph (* 1959), deutscher Politiker (Bündnis 90/Die Grünen), MdBB
- Saxe, Rebecca, kanadische Neurowissenschaftlerin
- Saxegaard, Annik (1905–1990), norwegische Schriftstellerin
- Saxen, Stefan (* 1963), schweizerisch-deutscher Bildhauer
- Saxena, Gunjan (* 1975), indische Luftwaffenoffizierin und Hubschrauberpilotin
- Saxena, Nitin (* 1981), indischer Mathematiker
- Saxena, Sushant (* 1972), indischer Badmintonspieler
- Saxenhuber, Hedwig, österreichische Ausstellungskuratorin, Autorin und Herausgeberin
- Saxer, Babette (1839–1865), kleinwüchsige Schweizer Frau
- Saxer, Franz (1864–1903), deutscher Pathologe
- Saxer, Georg Wilhelm († 1740), deutscher Organist und Komponist
- Saxer, Gustav Adolf (1831–1909), Schweizer Politiker (liberal/radikal) und Bankangestellter
- Saxer, Justus Alexander (1801–1875), deutscher lutherischer Theologe, Generalsuperintendent
- Saxer, Ludwig (1869–1957), deutscher Konteradmiral
- Saxer, Philipp (1800–1868), Schweizer katholischer Geistlicher und Chorherr
- Saxer, Ulrich (1931–2012), Schweizer Medien- und Kommunikationswissenschaftler
- Saxer, Urs (* 1957), Schweizer Jurist und Hochschullehrer
- Saxer, Victor (1918–2004), französischer Kirchenhistoriker und christlicher Archäologe
- Saxer, Walter (1896–1974), Schweizer Mathematiker
- Saxer, Walter (* 1947), Schweizer Filmproduzent, Filmregisseur und Schauspieler
- Saxesen, Wilhelm (1792–1850), deutscher Maler, Stecher und Lithograph

### Saxg
- Saxgren, Henrik (* 1953), dänischer Fotograf und Verleger

### Saxi
- Saxinger, Eduard (1818–1902), österreichischer Politiker
- Säxinger, Johann von (1833–1897), deutscher Gynäkologe; Rektor in Tübingen
- Saxinger, Joseph (1922–2021), deutscher Schauspieler
- Saxinger, Werner (* 1966), österreichischer Mediziner und Politiker (ÖVP), Abgeordneter zum Nationalrat

### Saxl
- Saxl, Eva (1921–2002), Herstellerin von Insulin und Anwältin für Menschen mit Diabetes
- Saxl, Fritz (1890–1948), österreichischer Kunsthistoriker
- Saxl, Hans (1920–2008), italienischer Politiker (Südtirol)
- Saxl-Deutsch, Marianne (1885–1942), österreichische Malerin, Grafikerin und Kunstgewerblerin
- Saxler, Julius (1916–1996), deutscher Politiker (CDU), MdL, Bürgermeister, Regierungspräsident

### Saxo
- Saxo Grammaticus, dänischer Geschichtsschreiber
- Saxo von Anagni († 1133), Kardinal
- Saxon, Charles (1920–1988), US-amerikanischer Cartoonist und Illustrator
- Saxon, Edward (* 1956), US-amerikanischer Filmproduzent
- Saxon, John (1936–2020), US-amerikanischer SchauspielerJohn Saxon (1936–2020)

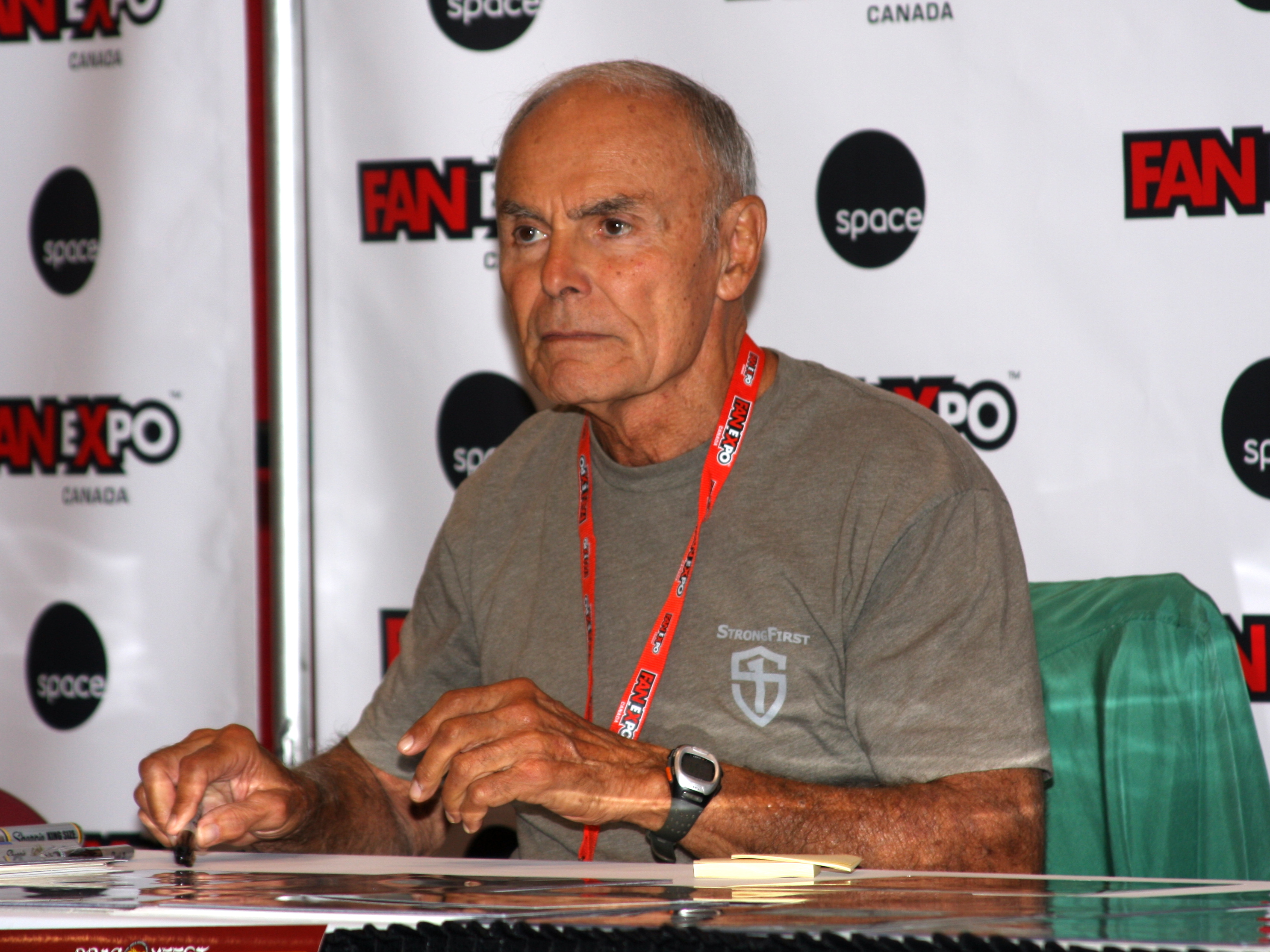
John Saxon (1936–2020)

- Saxon, Kate, englische Theaterregisseurin und Fernsehregisseurin sowie Voice Director von Videospielen
- Saxon, Rolf (* 1955), US-amerikanischer Schauspieler
- Saxon, Sky (1937–2009), US-amerikanischer Rock-’n’-Roll-Sänger
- Saxonius, Johannes (1508–1561), deutscher Humanist
- Saxonius, Petrus (1591–1625), deutscher Mathematiker und Astronom
- Saxowski, Karl-Heinz (1918–1981), deutscher Politiker (SPD), MdB

### Saxs
- Saxson, Glenn (* 1942), niederländischer Schauspieler

### Saxt
- Saxton, Ben (* 1988), kanadischer Beachvolleyballspieler
- Saxton, Benjamin (* 1993), US-amerikanischer Skilangläufer
- Saxton, Bill (* 1946), US-amerikanischer Jazzsaxophonist
- Saxton, Byron (* 1981), US-amerikanischer Wrestling-Kommentator, Ringsprecher und Wrestler
- Saxton, Camille (* 1991), kanadische Beachvolleyballspielerin
- Saxton, Charles T. (1846–1903), US-amerikanischer Rechtsanwalt, Richter und Politiker
- Saxton, Jim (* 1943), US-amerikanischer Politiker
- Saxton, Johnny (1930–2008), US-amerikanischer Boxer
- Saxton, Joseph (1799–1873), US-amerikanischer Uhrmacher und Instrumentenbauer
- Saxton, Josephine (* 1935), britische Science-Fiction-Autorin
- Saxton, Robert (* 1953), britischer Komponist
- Saxtorph, Hjalmar (1883–1942), dänischer Schwimmer

### Saxx
- Saxx, Gitta (* 1965), deutsches Modell und DJGitta Saxx (* 1965)

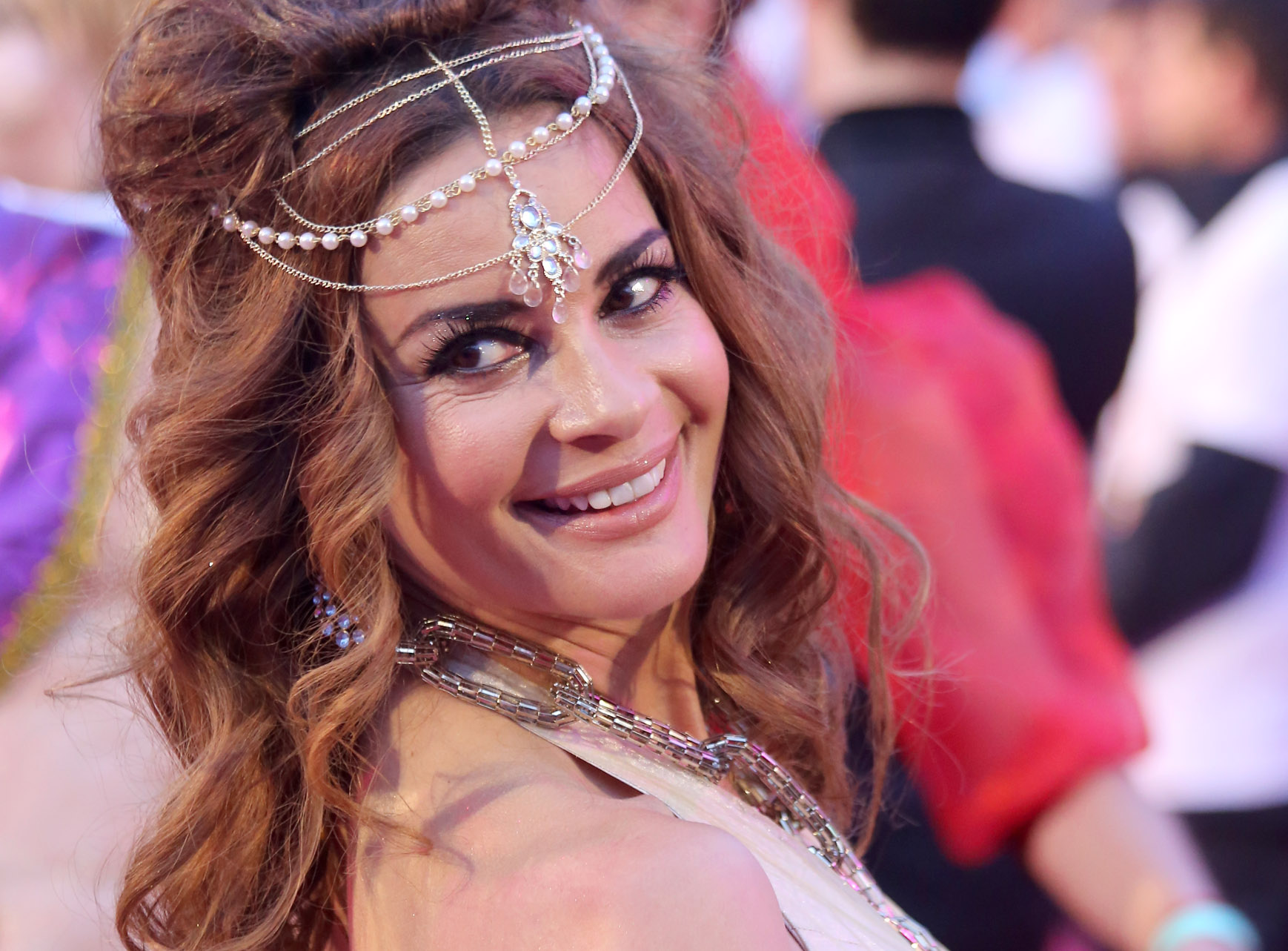
Gitta Saxx (* 1965)

- Saxx, Sarah (* 1982), österreichische Schriftstellerin